# Леприкон 4: В космоса
„Леприкон 4: В космоса“ (на английски: Leprechaun 4: In Space) е американски слашър хорър комедия от 1997 г.

## Сюжет
Внимание:  Текстът по-долу разкрива сюжета на произведението (или части от него)!
Действието се развива в далечното бъдеще – 2096 г. Група въоръжени наемници подговтвя операция по залавянето на леприкона, който нанася много финансови вреди на тяхната организация.

## Актьорски състав
- Уоруик Дейвис – Леприконът
- Брент Джасмър – Букс Малой
- Джесика Колинс – д-р Тина Рийвс
- Гай Сайнър – д-р Митенханд/Митенспайдър
- Гари Гросман – Харолд